# 穆克塔达·萨德尔
穆克塔达·萨德尔（阿拉伯语：‎，羅馬化：Muqtadā aṣ-Ṣadr；1974年8月4日—）是伊拉克什叶派穆斯林的领袖之一，也是什叶派政党“萨德尔运动”和武装组织“迈赫迪军”的创立者和领导者。他是穆罕默德·穆罕默德·萨迪克·萨德尔的儿子、穆罕默德·巴基尔·萨德尔的女婿。
萨德尔是在2003年伊拉克战争之后迅速崛起的一名伊拉克政治家，其主张在伊拉克建立伊斯兰政权，并反对美英联军对伊拉克的占领。
2017年汗谢洪化学武器袭击事件后，穆克塔达·萨德尔呼吁叙利亚总统巴沙尔·阿萨德下台。 
2018年成立迈向改革联盟，并成为伊拉克议会第一大党。同年与逊尼派的沙特阿拉伯和解。
有報導稱，薩德爾於2019年12月7日，遭到無人武裝機襲擊。
2020年1月8日，伊朗對以美國為首的軍事基地發動火箭彈襲擊後，薩德爾敦促他的追隨者不要襲擊駐伊美軍人員。
2021年10月，萨德尔的政党萨德尔运动在举行的伊拉克議會选举中赢得了多数席位，但他却未能组建自己的政府。2022年6月，萨德尔下令該黨议员集体辞职。2022年8月29日，萨德尔宣布退出政坛并关闭其政治办公室，並且进行绝食，直至伊拉克暴力活动结束。這一表態引起了萨德尔支持者们的不满，他们冲进了共和宫以及伊拉克总理府，並與伊拉克安全部隊產生衝突。衝突造成30人死亡。8月30日，萨德尔公开呼吁他的支持者停止抗议并在一小时内撤出巴格达绿区。之後伊拉克联合行动指挥部发表声明，宣布解除全国宵禁。